# Deutsch-Jamaikanische Gesellschaft
Die Deutsch-Jamaikanische Gesellschaft e. V. (DJG) wurde 1976 mit dem Ziel gegründet, die Beziehungen zwischen der Bundesrepublik Deutschland und Jamaika zu vertiefen. Sie ist als gemeinnütziger Verein anerkannt, hat über 100 Mitglieder und ist international tätig. Sie kooperiert mit ihren Schwestervereinen, der Jamaican German Society in Kingston und dem Jamaican German Cultural Center in Montego Bay. Die aktuelle Vereinssatzung ist vom 1. Oktober 1995. Der Verein hat seinen aktuellen Sitz in Bonn. Die Mitglieder kommen aus ganz Deutschland.

## Ziele
Ziel ist es, die politischen, kulturellen, wirtschaftlichen und gesellschaftlichen Beziehungen zwischen Jamaika und Deutschland zu vertiefen und weiterzuentwickeln. Dies wird erreicht durch Veranstaltungen, Seminare, Informationsveranstaltungen, Ausstellungen und Vorträge. Die DJG fördert Kontakte durch Studienreisen nach Jamaika, betreut hier ansässige jamaikanische Studenten und Praktikanten und unterstützt entwicklungspolitische Initiativen, die sich auf Jamaika beziehen. Die Gesellschaft ist überparteilich und steht zur Erreichung ihrer Ziele auch in engem Kontakt mit der jamaikanischen Botschaft in Berlin.

## Jubiläen
Die DJG wurde 1976 gegründet.
Zu ihrem 30-jährigen Jubiläum war die Jamaikanische Botschafterin Marcia Y. Gilbert zu Gast.
Zum 50. Unabhängigkeitsjahr Jamaikas im Jahr 2012 hielt die jamaikanische Botschafterin Joy Wheeler eine Rede.
Zum 45-jährigen Bestehen im Jahr 2021 war Kurt Davis, der Vertreter der Jamaikanischen Botschaft, zu Gast und referierte über die Entwicklung Jamaikas während der COVID-19-Pandemie.

45. Jubiläum, Ian Ward (1. Vorsitzender DJG) und Kurt Davis (Jamaikanische Botschaft)

## Seminarthemen seit 2005
Die übergreifenden Themen der jährlichen Seminar-Wochenenden seit 2005:
- 2021: Die Rastafari-Bewegung Jamaikas – Ein alternatives Gesellschaftskonzept aus der 3. Welt
- 2020: Jamaika vor neuen Herausforderungen
- 2019: Jamaika verstehen[2]
- 2018: Wie die Dritte Welt die Erste ernährt
- 2017: Democratic Socialism – ein Entwicklungsmodell für die 3.Welt?
- 2016: Jamaika – ein tropisches Paradies in der Karibik?!
- 2015: Nachhaltiger Tourismus? – das Beispiel Jamaika
- 2014: Inselwelten – die Karibik und Jamaika als Beispiele für die entwicklungspolitische Diskussion mit der 3. Welt in der Bundesrepublik
- 2013: Reggae – die Musik eines Landes der 3. Welt als Bezugspunkt für politische Aktionen in der Bundesrepublik
- 2012: 50 Jahre Unabhängigkeit Jamaikas – 50 Jahre diplomatische Beziehungen zur Bundesrepublik Deutschland
- 2011: Die 3. Welt und ihr koloniales Erbe – am Beispiel Jamaika. (Do you remember the days of slavery)
- 2010: Migration als Erfolgsmodell? Chancen und Schwierigkeiten der Zuwanderung von Menschen und Ideen aus der 3. Welt – das Beispiel der Karibik und Jamaikas.
- 2009: Bildungspolitik in der Dritten Welt Das Beispiel: Jamaika
- 2008: „Jamaica – We are more than a beach – we are a country“ – Sozial- und umweltverträglicher Tourismus in der 3. Welt
- 2007: Jamaika – Armut und Überlebensstrategien
- 2006: 30 Jahre Deutsch-Jamaikanische Gesellschaft
- 2005: Black Atlantic

## Engagement
Neben der Pflege der Beziehungen zwischen Jamaika und Deutschland werden auch Schulen und gemeinnützige Einrichtungen in Jamaika finanziell oder durch Sachspenden innerhalb der Möglichkeiten des Vereins unterstützt.